# バスケットボールパラグアイ代表
バスケットボールパラグアイ代表（Paraguay national basketball team）は、パラグアイバスケットボール連盟により国際大会に派遣されるパラグアイのバスケットボールナショナルチームである。

## 歴史
世界選手権には1954年と1967年のいずれも南米の大会で出場した。

## 過去の国際大会成績
- オリンピックの成績
  - 出場なし
- W杯の成績
  - 1954年：9位
  - 1963年：12位
- アメリカップの成績